# UNICEF France
 (octobre 2015).
Le comité français pour le Fonds des Nations unies pour l’Enfance ou UNICEF France est le comité national français du Fonds des Nations unies pour l'enfance (abrégé en UNICEF pour United Nations of International Children's Emergency Fund, son nom en anglais).
Le Fonds des Nations unies pour l’enfance est une agence de l’Organisation des Nations unies (ONU), créée le 11 décembre 1946 et implantée aujourd’hui dans plus de 190 pays d’intervention. Cette agence agit dans les domaines de la santé, de la nutrition, de l’éducation et de la protection des enfants.
36 comités nationaux existent dans les pays industrialisés. L’UNICEF France est l’un d’entre eux. Il a le statut d’association loi de 1901, d'intérêt général et reconnu d'utilité publique. L'UNICEF France est basée à Paris et existe depuis 1964, année de sa création sous le nom de Comité français pour l'UNICEF. Depuis le 21 juin 2021, l'UNICEF France est présidée par Adeline Hazan, ancienne magistrate et contrôleuse générale des lieux de privation de liberté. Elle succède à Jean-Marie Dru, président de l'UNICEF France depuis 2015.  
Il existe un comité UNICEF dans chaque département en France, le plus important est celui de Paris .
En France, l'UNICEF agit pour protéger les enfants, sensibiliser la population aux droits des enfants et à la CIDE et collabore avec les institutions pour améliorer la qualité de vie des enfants présents sur le sol français. 
L'UNICEF est composé par les présidents, secrétaires généraux, trésorier des comités et bénévoles, ambassadeurs de bonne volonté pour l'UNICEF et des jeunes ambassadeurs à partir de six ans.

## Missions
Les missions de l’UNICEF France sont de :
- faire du plaidoyer auprès du public français (scolaires, jeunes, collectivités, médias) en faveur des droits de l'enfant et de prendre part à la formulation des politiques publiques nationales et locales en faveur de l'enfance ;
- veiller à l'application de la Convention internationale relative aux droits de l'enfant (CIDE) ;
- collecter des fonds au profit des programmes menés sur le terrain ;
- sensibiliser, par des actions d'information et d'éducation, aux droits de l'enfant

L’UNICEF a aussi pour mission de surveiller, en France, l’application de la Convention internationale des droits de l’enfant. L’UNICEF France s’est donc prononcé sur le projet de réforme de la justice des mineurs, et a également suivi les recommandations faites à l’État français par le Comité des droits de l'enfant des Nations unies de Genève.
Depuis 2019, l'UNICEF France se mobilise pour le rapatriement des enfants français de Syrie. 

## Soutiens

### Présidence
- 1986 : Jean-Claude Poujol
- 1988 : François Rémy
- 1999 : Jacques Hintzy
- 2012 : Michèle Barzach
- 2015 : Jean-Marie Dru
- 2022: Adeline Hazan

### Personnalités
L’UNICEF est soutenu en France par plusieurs célébrités, notamment:
- Laetita Casta, Ambassadrice de l'UNICEF France
- Teddy Riner, judoka français et Ambassadeur de l'UNICEF France
- Oxmo Puccino, Ambassadeur de l’UNICEF France
- Élodie Gossuin, Ambassadrice de l'UNICEF France
- le chef d'orchestre Myung-Whun Chung, Ambassadeur de bonne volonté de l’UNICEF
- l’Orchestre philharmonique de Radio France, Ambassadeur de l’UNICEF France
- Kids United, Messagers de l'UNICEF France
- Thierry Beccaro, Ambassadeur de l'UNICEF France
- Laury Thilleman, Ambassadrice  de l'UNICEF France

### Bénévoles
L’UNICEF France a un réseau de plus de 6 000 bénévoles, dont plus de 3 000 jeunes, implantés dans la plupart des départements. Ces bénévoles exercent différentes activités :
- sensibiliser les élèves dans les classes ;
- faire de la vente sur les stands de cartes de vœux et de cadeaux UNICEF ;
- établir des liens avec les entreprises, les collectivités, etc. ;
- organiser des évènements ;
- de distribuer des calendriers et brochures dans chaque habitats a ce profit et récolter des fonds.

## Controverses
L'émission Cash investigation diffusée le 6 octobre 2015 sur France 2 met en cause le comportement de l'UNICEF qui revend à Mediapost, filiale du Groupe La Poste, les coordonnées des donateurs, sans recueillir leur consentement et contrairement à l'engagement de l'organisation de ne pas vendre leurs données personnelles.
D'après l'émission, l'UNICEF a annoncé au journaliste que les adresses n'étaient déjà plus commercialisées et qu'ils avaient déjà rompu ce contrat avec Mediapost en septembre 2014.
L'UNICEF s'est engagé, le soir de la diffusion de l'émission, à apporter des éléments nécessaires pour répondre aux questions soulevées. Le lendemain, le 7 octobre 2015, l’UNICEF a publié ses clarifications dans un souci de véracité et de transparence, soulignant que « Ce reportage (de la part des enquêteurs comme de certaines personnes interviewées) crée une totale confusion et au lieu d’éclairer le téléspectateur sème le doute. »